# Greenock, South Australia
Greenock är en ort i Australien. Den ligger i kommunen Light och delstaten South Australia, omkring 60 kilometer nordost om delstatshuvudstaden Adelaide. Antalet invånare är 687.
Närmaste större samhälle är Nuriootpa, nära Greenock.
Trakten runt Greenock består till största delen av jordbruksmark. Runt Greenock är det ganska glesbefolkat, med 38 invånare per kvadratkilometer. Genomsnittlig årsnederbörd är 593 millimeter. Den regnigaste månaden är juli, med i genomsnitt 95 mm nederbörd, och den torraste är december, med 13 mm nederbörd.